# Université en Slovaquie

## Établissements publics d'enseignement supérieur et de recherche
Banská Bystrica
- Université Matej-Bel de Banská Bystrica - Univerzita Mateja Bela v Banskej Bystrici (http://www.umb.sk)
- Académie des arts de Banská Bystrica - Akadémia umení v Banskej Bystrici (http://www.aku.sk)
- Antenne de l’Université slovaque de la santé de Bratislava - Fakulta zdravotníctva - Slovenská zdravotnícka univerzita v Bratislave (http://www.szu.sk/index.php?id=66)

Bratislava
- Université Comenius de Bratislava - Univerzita Komenského v Bratislave (http://www.uniba.sk)
- Université d'économie de Bratislava - Ekonomická univerzita v Bratislave (http://www.euba.sk) ex École supérieure d'économie de Bratislava
- Université technique slovaque - Slovenská technická univerzita v Bratislave (http://www.stuba.sk) ex École supérieure technique de Bratislava
- Académie des beaux-arts de Bratislava - Vysoká škola výtvarných umení ((sk) http://www.vsvu.sk (en) http://www.afad.sk) : peinture et sculpture
- École supérieure des arts de la scène de Bratislava - Vysoká škola múzických umení (http://www.vsmu.sk) : arts de la scène et du cinéma
- Académie de police de Bratislava (sk) - Akadémia policajného zboru v Bratislave (http://www.akademiapz.sk)
- Université slovaque de la santé de Bratislava - Slovenská zdravotnícka univerzita v Bratislave (http://www.szu.sk)

Komárno
- Université János Selye de Komárno - Selye János Egyetem; Univerzita J. Selyeho v Komárne (http://www.selyeuni.sk) seule université magyarophone de Slovaquie

Košice
- Université de médecine vétérinaire de Košice - Univerzita veterinárneho lekárstva a farmácie v Košiciach (http://www.uvm.sk)
- Université Pavol-Jozef-Šafárik de Košice - Univerzita Pavla Jozefa Šafárika v Košiciach (http://www.upjs.sk)
- Université technique de Košice - Technická univerzita v Košiciach (http://www.tuke.sk)

Liptovský Mikuláš
- Académie militaire Général-Milan-Rastislav-Štefánik (sk) de Liptovský Mikuláš - Akadémia ozbrojených síl gen. M. R. Štefánika v Liptovskom Mikuláši (http://www.aos.sk)

Nitra
- Université Constantin-le-Philosophe (sk) de Nitra - Univerzita Konštantína Filozofa v Nitre (http://www.ukf.sk)
- Université slovaque d'agronomie de Nitra - Slovenská poľnohospodárska univerzita v Nitre (http://www.uniag.sk)

Prešov
- Université de Prešov (sk) - Prešovská univerzita v Prešove (http://www.unipo.sk)

Ružomberok
- Université catholique de Ružomberok - Katolícka univerzita v Ružomberku (http://www.ku.sk)

Trenčín
- Université Alexander-Dubček (sk) de Trenčín - Trenčianska univerzita A. Dubčeka (http://www.tnuni.sk)

Trnava
- Université de Trnava - Trnavská univerzita v Trnave (http://www.truni.sk)
- Université Saints-Cyrille-et-Méthode de Trnava - Univerzita sv. Cyrila a Metoda (http://www.ucm.sk)

Žilina
- Université de Žilina - Žilinská univerzita v Žiline (http://www.uniza.sk) ex École supérieure des transports ferroviaires Vysoká škola železničná puis École supérieure des transports et des communications Vysoká škola dopravy a spojov v Žiline jusqu’en 1996

Zvolen
- Université technique de Zvolen (sk) - Technická univerzita vo Zvolene (http://www.tuzvo.sk) ex École supérieure du bois et de la forêt Vysoká škola lesnícka a drevárska vo Zvolene VŠLD Zvolen

## Établissements d'enseignement supérieur privés
(Liste non exhaustive)
- École supérieure des relations internationales et publiques de Prague (sk), Antenne de Bratislava - Vysoká škola mezinárodních a veřejných vztahů Praha, Inštitút v Bratislave
- École supérieure paneuropéenne - (Paneurópska vysoká škola) (de sa création en 2004 jusqu'en 2010 École supérieure de droit de Bratislava, Bratislavská vysoká škola práva) (http://www.paneurouni.com)
- École supérieure des arts libéraux de Bratislava (en) (BISLA) - Bratislavská medzinárodná škola liberálnych štúdií (http://www.bisla.sk)
- École supérieure d'économie et d'administration publique de Bratislava - Vysoká škola ekonómie a manažmentu verejnej správy v Bratislave (http://www.vsemvs.sk)
- Institut universitaire de technologie de Dubnica nad Váhom - Dubnický technologický inštitút (DTI) v Dubnici nad Váhom (http://www.dti.sk/)
- École supérieure de santé et de services sociaux Sainte-Élisabeth de Bratislava - Vysoká škola zdravotnícka a sociálnej práce sv. Alžbety v Bratislave, n. o. (http://www.vssvalzbety.sk)
- École supérieure de management de la sécurité de Košice - Vysoká škola bezpečnostného manažérstva v Košiciach (http://www.vsbm.sk)
- École supérieure de management international de Prešov - Vysoká škola medzinárodného podnikania ISM Slovakia v Prešove (http://www.ismpo.sk)
- École supérieure d'études centre-européennes de Skalica (sk) - Stredoeurópska vysoká škola v Skalici (http://www.sevs.sk)
- École supérieure de Sládkovičovo (sk) - Vysoká škola v Sládkovičove (http://www.vssladkovicovo.sk)
- École supérieure de management de Trenčín (sk) - Vysoká škola manažmentu v Trenčíne (http://www.vsm.sk) – créée par la City University de Londres
- Académie Ján-Albrecht de musique et des arts de Banská Štiavnica - Hudobná a umelecká akadémia Jána Albrechta - Banská Štiavnica (http://www.huaja.org)
- Institut supérieur spécialisé de la mode - Mod'Spé Paris Central Europe (https://www.modspeparisce.com/)